# 維特尼察
維特尼察（Witnica）是位於波蘭西部的城市。2004年，有人口6,858人。屬盧布斯卡省。

## 外部連結
- Official town webpage （页面存档备份，存于）
- Jewish Community in Witnica （页面存档备份，存于） on Virtual Shtetl

52°41′N 14°53′E / 52.683°N 14.883°E